# Schitt's Creek
Schitt's Creek  é uma série de televisão canadense exibida pela CBC de  13 de janeiro de 2015 a 7 de abril de 2020.
Nos Prémios Emmy do Primetime de 2020, a temporada final da série conquistou todos os sete principais prêmios de comédia — Melhor Série de Comédia, Melhor Roteiro e Melhor Direção para Dan Levy (o último compartilhado com Andrew Cividino) —, estabelecendo um recorde de vitória nas quatro principais categorias de atuações (ator/atriz principal e ator/atriz coadjuvante) para O'Hara, Murphy e ambos os Levys. Ao mesmo tempo, a série estabeleceu um novo recorde de mais vitórias em um Emmy por uma série de comédia em uma única temporada.

## Elenco

### Elenco principal
- Eugene Levy como Johnny Rose
- Catherine O'Hara como Moira Rose
- Dan Levy como David Rose
- Annie Murphy como Alexis Claire Rose
- Emily Hampshire como Stevie Budd
- Jennifer Robertson como Jocelyn Schitt
- Chris Elliott como Roland Schitt
- Tim Rozon como Mutt Schitt (temporadas 1–3; convidado, temporada 4)
- Sarah Levy como Twyla Sands
- Dustin Milligan como Ted Mullens
- Noah Reid como Patrick Brewer (temporada 3-presente)

### Elenco recorrente
- John Hemphill como Bob Currie
- Rizwan Manji como Ray Butani
- Karen Robinson como Ronnie Lee
- Steve Lund como Jake
- Jasmin Geljo como Ivan
- Robin Duke como Wendy Kurtz (temporada 2)
- Ennis Esmer como Emir Kaplan (temporada 5)